# Tattershall

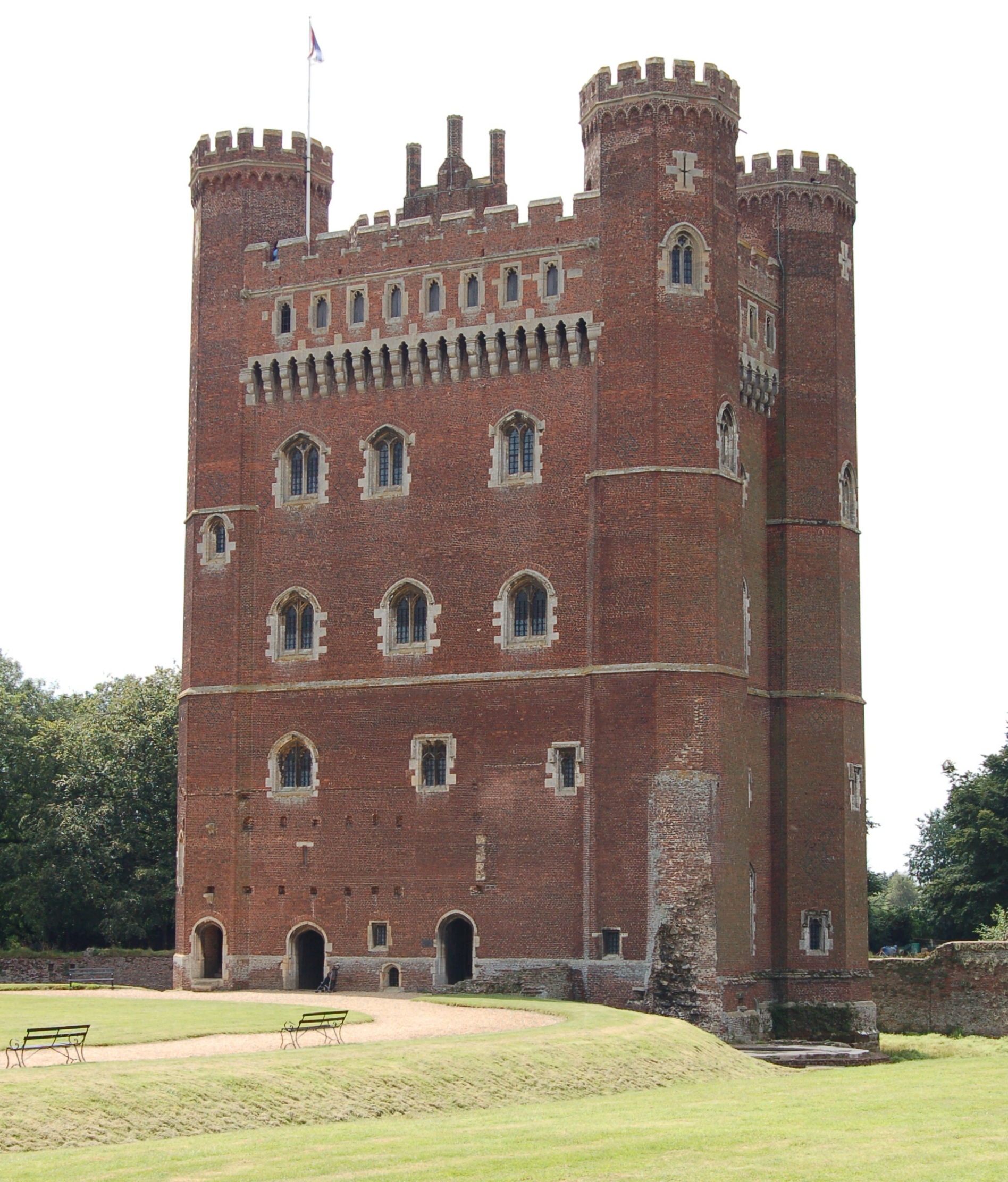
Kasteel van Tattershall

Tattershall is een civil parish in het bestuurlijke gebied East Lindsey, in het Engelse graafschap Lincolnshire.